# Arrondissement Rodez
Das Arrondissement Rodez (französisch Arrondissement de Rodez; okzitanisch Arrondiment de Rodés) ist eine Verwaltungseinheit des Départements Aveyron in der französischen Region Okzitanien. Präfektur ist Rodez.
Im Arrondissement liegen elf Wahlkreise (Kantone) und 79 Gemeinden.

## Wahlkreise
- Kanton Aubrac et Carladez
- Kanton Causse-Comtal (mit 6 von 7 Gemeinden)
- Kanton Lot et Dourdou (mit 3 von 11 Gemeinden)
- Kanton Lot et Palanges
- Kanton Lot et Truyère
- Kanton Nord-Lévezou (mit 2 von 4 Gemeinden)
- Kanton Rodez-1
- Kanton Rodez-2
- Kanton Rodez-Onet
- Kanton Tarn et Causses (mit 6 von 18 Gemeinden)
- Kanton Vallon

## Gemeinden
Dem Arrondissement Rodez sind folgende Gemeinden zugeteilt:
| 1. Argences en Aubrac (12223)    | 2. Bertholène (12026)              | 3. Bessuéjouls (12027)               | 4. Bozouls (12033)                         |
| 5. Brommat (12036)               | 6. Campagnac (12047)               | 7. Campouriez (12048)                | 8. Campuac (12049)                         |
| 9. Cantoin (12051)               | 10. Cassuéjouls (12058)            | 11. Castelnau-de-Mandailles (12061)  | 12. Clairvaux-d’Aveyron (12066)            |
| 13. Condom-d’Aubrac (12074)      | 14. Conques-en-Rouergue (12076)    | 15. Coubisou (12079)                 | 16. Curières (12088)                       |
| 17. Druelle Balsac (12090)       | 18. Entraygues-sur-Truyère (12094) | 19. Espalion (12096)                 | 20. Espeyrac (12097)                       |
| 21. Estaing (12098)              | 22. Florentin-la-Capelle (12103)   | 23. Gabriac (12106)                  | 24. Gaillac-d’Aveyron (12107)              |
| 25. Golinhac (12110)             | 26. Huparlac (12116)               | 27. La Capelle-Bonance (12055)       | 28. La Loubière (12131)                    |
| 29. Lacroix-Barrez (12118)       | 30. Laguiole (12119)               | 31. Laissac-Sévérac l’Église (12120) | 32. Lassouts (12124)                       |
| 33. Le Cayrol (12064)            | 34. Le Fel (12093)                 | 35. Le Monastère (12146)             | 36. Le Nayrac (12172)                      |
| 37. Luc-la-Primaube (12133)      | 38. Marcillac-Vallon (12138)       | 39. Montézic (12151)                 | 40. Montpeyroux (12156)                    |
| 41. Montrozier (12157)           | 42. Mouret (12161)                 | 43. Mur-de-Barrez (12164)            | 44. Muret-le-Château (12165)               |
| 45. Murols (12166)               | 46. Nauviale (12171)               | 47. Olemps (12174)                   | 48. Onet-le-Château (12176)                |
| 49. Palmas d’Aveyron (12177)     | 50. Pierrefiche (12182)            | 51. Pomayrols (12184)                | 52. Prades-d’Aubrac (12187)                |
| 53. Pruines (12193)              | 54. Rodelle (12201)                | 55. Rodez (12202)                    | 56. Saint Geniez d’Olt et d’Aubrac (12224) |
| 57. Saint-Amans-des-Cots (12209) | 58. Saint-Chély-d’Aubrac (12214)   | 59. Saint-Christophe-Vallon (12215)  | 60. Saint-Côme-d’Olt (12216)               |
| 61. Sainte-Eulalie-d’Olt (12219) | 62. Sainte-Radegonde (12241)       | 63. Saint-Félix-de-Lunel (12221)     | 64. Saint-Hippolyte (12226)                |
| 65. Saint-Laurent-d’Olt (12237)  | 66. Saint-Martin-de-Lenne (12239)  | 67. Saint-Saturnin-de-Lenne (12247)  | 68. Saint-Symphorien-de-Thénières (12250)  |
| 69. Salles-la-Source (12254)     | 70. Sébazac-Concourès (12264)      | 71. Sébrazac (12265)                 | 72. Sénergues (12268)                      |
| 73. Sévérac d’Aveyron (12270)    | 74. Soulages-Bonneval (12273)      | 75. Taussac (12277)                  | 76. Thérondels (12280)                     |
| 77. Valady (12288)               | 78. Villecomtal (12298)            | 79. Vimenet (12303)                  |                                            |

## Neuordnung der Arrondissements 2017

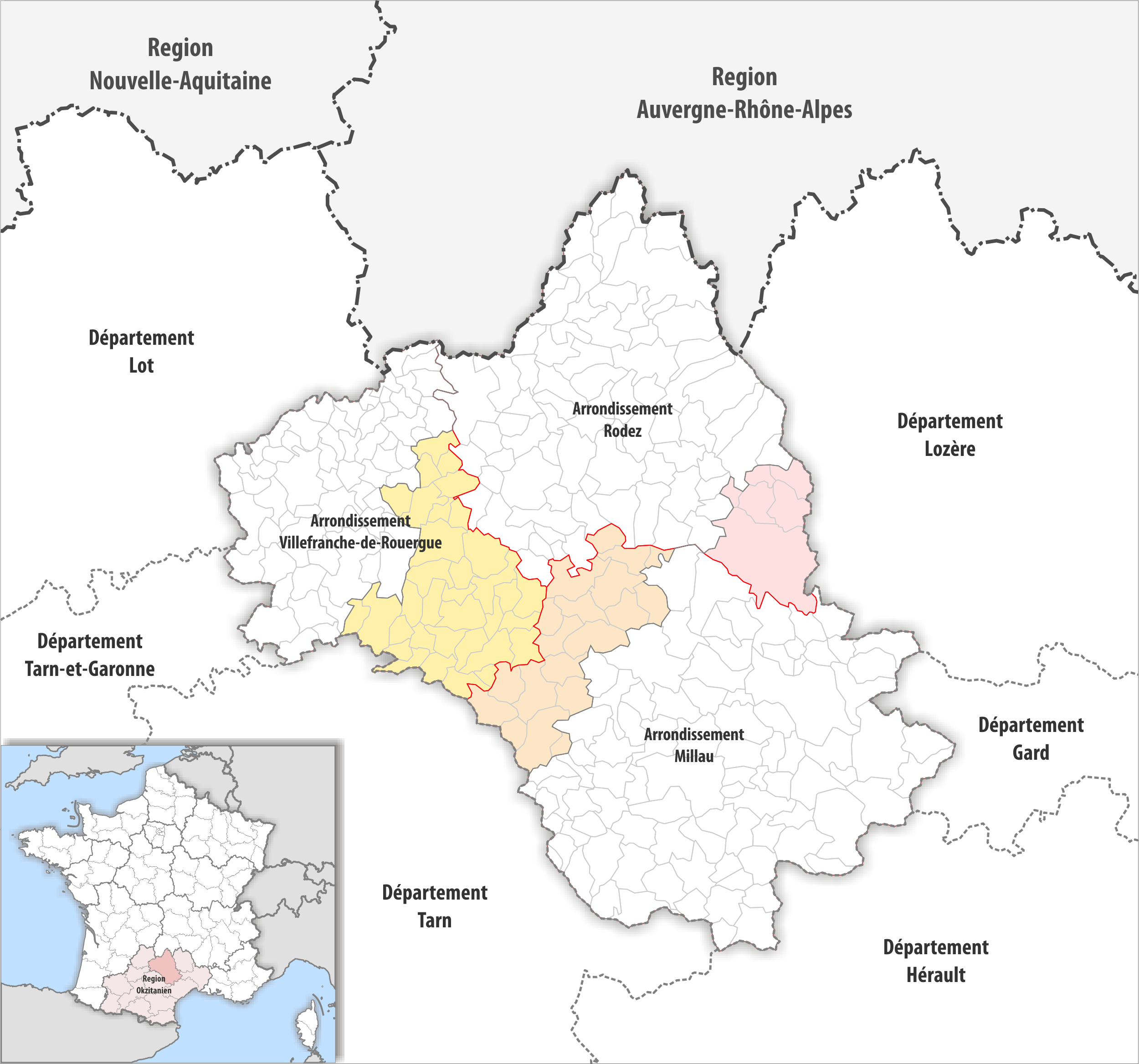
Arrondissementsanpassungen im Jahr 2017

Durch die Neuordnung der Arrondissements im Jahr 2017 wurde aus dem Arrondissement Rodez die Fläche der 19 Gemeinden Agen-d’Aveyron, Arques, Arvieu, Auriac-Lagast, Canet-de-Salars, Comps-la-Grand-Ville, Connac, Durenque, Flavin, La Selve, Le Vibal, Lédergues, Pont-de-Salars, Prades-Salars, Réquista, Rullac-Saint-Cirq, Saint-Jean-Delnous, Salmiech und Trémouilles dem Arrondissement Millau und die Fläche der 34 Gemeinden Anglars-Saint-Félix, Auzits, Baraqueville, Belcastel, Bournazel, Boussac, Cabanès, Calmont, Camboulazet, Camjac, Cassagnes-Bégonhès, Castanet, Castelmary, Centrès, Colombiès, Crespin, Escandolières, Goutrens, Gramond, La Salvetat-Peyralès, Lescure-Jaoul, Manhac, Mayran, Meljac, Moyrazès, Naucelle, Pradinas, Quins, Rignac, Sainte-Juliette-sur-Viaur, Saint-Just-sur-Viaur, Sauveterre-de-Rouergue, Tauriac-de-Naucelle und Tayrac dem Arrondissement Villefranche-de-Rouergue zugewiesen.
Dafür wechselte die Fläche der sechs Gemeinden Campagnac, La Capelle-Bonance, Saint-Laurent-d’Olt, Saint-Martin-de-Lenne, Saint-Saturnin-de-Lenne und Sévérac d’Aveyron vom Arrondissement Millau zum Arrondissement Rodez.

## Ehemalige Gemeinden seit der landesweiten Neuordnung der Kantone
bis 2016: Balsac, Druelle
bis 2015: Alpuech, Aurelle-Verlac, Buzeins, Conques, Coussergues, Cruéjouls, Graissac, Grand-Vabre, La Terrisse, Lacalm, Laissac, Lapanouse, Lavernhe, Noailhac, Palmas, Recoules-Prévinquières, Saint-Cyprien-sur-Dourdou, Sainte-Geneviève-sur-Argence, Saint-Geniez-d’Olt, Sévérac-l’Église, Sévérac-le-Château, Vitrac-en-Viadène